# Epsilon Lyrae
Désignations
ε1 Lyr : 4 Lyr, HIP 91919, BD+39°3509

ε1 Lyr A : HD 173582, HR 7051, SAO 67310

ε1 Lyr B : HD 173583, HR 7052, SAO 67309

ε2 Lyr : 5 Lyr, HIP 91926, BD+39°3510

ε2 Lyr A : HD 173607, HR 7053, SAO 67315

Epsilon Lyrae, (ε Lyr, ε Lyrae) est un système stellaire multiple situé dans la constellation de la Lyre, situé à environ 162 années-lumière du système solaire. Ce système est bien connu des astronomes amateurs comme une étoile "double-double". En effet, il apparaît comme constitué de deux composantes, notées ε1 (au nord)  et ε2 (au sud), séparées par une distance angulaire de 3'28" environ (correspondant à 0,16 A.L.), et aisément distinguées avec de simples jumelles, voire à l’œil nu. Toutefois, observées avec un instrument plus puissant, chacune de ces deux composantes se dédouble : le système apparaît ainsi comme deux étoiles doubles orbitant l'une autour de l'autre, d'où le nom.
Les étoiles de ε1 ont pour magnitudes respectives 5,02 et 6,02, et sont séparées par 2,3". La période orbitale peut être estimées à 1800 ans, ce qui correspond à une distance de l'ordre de 116 AU. Celles de ε2 ont pour magnitudes respectives 5,14 et 5,37, avec une séparation angulaire d'environ 2,4". Du fait des faibles distances angulaires entre chacune de deux "doubles" du système, celui-ci est souvent utilisé par les astronomes amateurs pour tester la qualité de leur instrument.
Une cinquième composante, en orbite autour d'une des étoiles de ε2, a été détectée par interférométrie, autour de ε2, sa séparation angulaire de l'ordre de 0,1" empêchant toute observation visuelle. D'autres étoiles pourraient faire partie du système, qui comprendrait jusqu'à une dizaine de composantes.
|   | Magnitude | Type spectral | Remarques                                       |
| A | 5.02      | A2            | constituant de ε1                               |
| B | 6.02      | A4            | constituant de ε1                               |
| C | 5.14      | A3            | constituant de ε2                               |
| D | 5.37      | A5            | constituant de ε2                               |
| E | 11.71     |               | (existence supposée)                            |
| F | 11.2      |               | (existence supposée)                            |
| G | 13.83     |               | (existence supposée)                            |
| H | 13.22     |               | (existence supposée)                            |
| I | 10.43     |               | (existence supposée)                            |
| a | 10.43     |               | composante de ε2 découverte par interférométrie |

|       | Séparation (arcsec) | Séparation (au) | Angle de position (°) | Période orbitale (années) | Notes                            |
| AB-CD | 208.2               | 10,500          | 172                   |                           | ε1-ε2                            |
| AB    | 2.3                 | 116             | 347                   | 1804.41                   | composantes de ε1                |
| CD    | 2.4                 | 121             | 79                    | 724.307                   | composantes de ε2                |
| Ca    | 0.1                 | 5               | 225                   |                           | compagnon interférométrique de C |
| AI    | 149.6               | 7500            | 138                   |                           | (hypothétique)                   |
| CE    | 63.7                | 3200            | 333                   |                           | (hypothétique)                   |
| EF    | 46                  | 2300            | 37                    |                           | (hypothétique)                   |
| EG    | 50                  | 2500            | 238                   |                           | (hypothétique)                   |
| GH    | 35                  | 1800            | 358                   |                           | (hypothétique)                   |